# Rosa fetticka
Rosa fetticka (Aurantiporus alborubescens) är en svampart som först beskrevs av Bourdot & Galzin, och fick sitt nu gällande namn av H. Jahn 1973. Aurantiporus alborubescens ingår i släktet Aurantiporus och familjen Polyporaceae.   Inga underarter finns listade i Catalogue of Life.
I den svenska databasen Dyntaxa används istället namnet Tyromyces alborubescens för samma taxon.  Arten är reproducerande i Sverige.